# Wall (Dacota do Sul)
Wall é uma cidade  localizada no estado norte-americano de Dacota do Sul, no Condado de Pennington.

## Demografia
Segundo o censo norte-americano de 2000, a sua população era de 818 habitantes.
Em 2006, foi estimada uma população de 798, um decréscimo de 20 (-2.4%).

## Geografia
De acordo com o United States Census Bureau tem uma área de
5,3 km², dos quais 5,2 km² cobertos por terra e 0,1 km² cobertos por água. Wall localiza-se a aproximadamente 796 m acima do nível do mar.

## Localidades na vizinhança
O diagrama seguinte representa as localidades num raio de 36 km ao redor de Wall.